# Janez Japelj
Janez Japelj - Lovrenc,  slovenski politik, * 22. junij 1919, Iška vas, † 20. januar 2005.
Pred drugo svetovno vojno je bil elektrotehnik. Po okupaciji Jugoslavije je bil od maja 1941 med organizatorji narodnoosvobodilne borbe pod Krimom. Maja 1942 ie odšel v partizane in bil še istega leta sprejet v KPS. V partizanskih enotah je bil četni in bataljonski politični komisar, namestnik političnega komisarja v Krimskem odredu,
Šercerjevi brigadi,
Dolomitskem odredu, 1. bataljonu VOS, leta 1944 je postal pomočnik političnega komisarja 1. brigade Vojske državne varnosti in nato politični komisar 1. slovenske divizije narodne obrambe. Po osvoboditvi je do leta 1947 služboval v JLA, nato do leta 1963 v organih Uprave državne varnosti, kasneje v Skupščini SRS, mdr. kot poslanec Skupščine Socialistične republike Slovenije, nazadnje pa je bil član predsedstva SRS. Za udeležbo v NOB je prejel partizansko spomenico 1941.